# Novillada

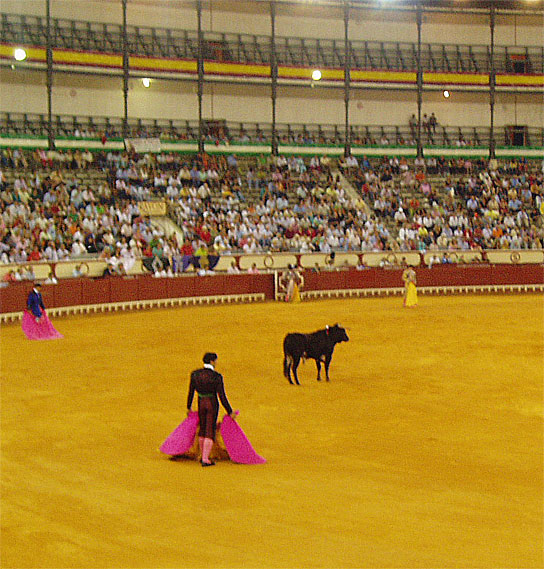
Novillada sin caballos en la plaza de toros de El Puerto de Santa María.

En tauromaquia, se denomina novillada a una corrida donde se lidian novillos y en la que, generalmente, el lidiador no ha recibido todavía la alternativa.
Antiguamente se llamaba «novillada» a toda corrida que tenía lugar en las plazas públicas de los pueblos, sin reglas estrictas y con lidiadores aficionados, es decir, eran el equivalente a lo que hoy se denomina «capea». En esos tiempos, en que aún no estaba fijada la forma definitiva del ritual, no era posible distinguir claramente entre novilladas 
corridas de toros. Normalmente, las novilladas, a diferencia de las corridas de toros, se celebraban en invierno y al novillo se le lidiaba y banderilleaba pero no se le daba muerte. A finales del siglo XVIII y primera mitad del XIX era frecuente que se convirtieran en espectáculo de pantomima y mojiganga, con toros embolados (con fuego en las astas) sin puntas y acompañados de fuegos artificiales, a veces incluidos en el mismo programa con lidias serias. La mojiganga fue decayendo con el tiempo y la novillada adoptó la forma actual, con toreros principiantes que lidiaban y daban muerte a toros de puntas.
En la actualidad, las novilladas se celebran con el mismo orden y rigor que las corridas de toros, con las dos únicas diferencias del tamaño, la edad o condición de las reses y de que el matador no ha recibido la alternativa. Si se suprime la suerte de picar, se les llama novilladas sin caballos. También se llaman novilladas aquellas corridas que se celebran con reses de mayor edad a la de un novillo, y de igual o mayor tamaño al de un toro, pero que han sido desechadas en la tienta por defectos físicos o por falta de bravura o, en general, por no alcanzar el nivel exigido por el ganadero para las corridas de toros.